# روخوس میش
روخوس میش (به آلمانی: Rochus Misch)، زاده ۲۹ ژوئیه ۱۹۱۷، افسر پیشین اس اس آلمان نازی و محافظ، پیک و تلفن چی هیتلر بود. وی در روستایی که امروز در لهستان قرار دارد، به دنیا آمد. در بچگی یتیم شد و با پدر بزرگ و مادربزرگش بزرگ شد. پیش از آن که در سن ۲۰ سالگی به نیروهای اس اس (گروه نظامی حزب نازی) بپیوندد، نقاش ساختمان بود. وی برای پنج سال جزء حلقه درونی و از افراد مورد اطمینان پیشوای آلمان نازی به شمار می‌رفت.
او همیشه با افتخار از خدمات خود به «پیشوا» یاد می‌کرده است. او هیتلر را مردی خیلی معمولی توصیف می‌کرد و می‌گفت که هیتلر آدم خشن یا یک هیولا نبوده است. میش در یک مصاحبه با بی‌بی‌سی دربارهٔ هولوکاست گفته بود: «من از اردوگاه کار اجباری داخاو و اردوگاه‌های مرگ باخبر بودم اما از حجم آنچه اتفاق افتاده بود خبری نداشتم.» او همچنین گفته بود: «این مسائل جزئی از بحث‌های ما نبود. دادگاه نورنبرگ به جنایاتی که آلمانی‌ها مرتکب شده بودند، رسیدگی کرد اما باید بدانید که هیچ جنگی در تاریخ وجود ندارد که بدون ارتکاب جنایات باشد و در آینده نیز چنین نخواهد بود.» روخوس آخرین فرد از میان افرادی بود که همراه هیتلر در پناهگاه ویژه وی در زیر زمین تا واپسین لحظه‌های سقوط برلین در کنار وی بودند. او شاهد خودکشی هیتلر و اوا براون بوده است و در این باره می‌گوید: «من هیتلر را دیدم که سرش بر روی میز قرار داشت. اوا براون روی مبل دراز کشیده بود و سرش به طرف هیتلر بود. زانوانش به طرف سینه جمع شده بود. او لباس آبی تیره رنگی با چین‌های سفید به تن داشت. هرگز آن صحنه را فراموش نمی‌کنم.»
او چند ساعت پیش از ورود نیروهای ارتش سرخ شوروی به درون پایگاه زیرزمینی هیتلر، از آن می‌گریزد، اما به زودی به دست ارتش سرخ گرفتار می آید و نه سال را در اردوگاه‌های کار اجباری شوروی می‌گذراند. او در تاریخ ۵ سپتامبر ۲۰۱۳ در سن ۹۶ سالگی در برلین درگذشت.